# Víctor Varela López

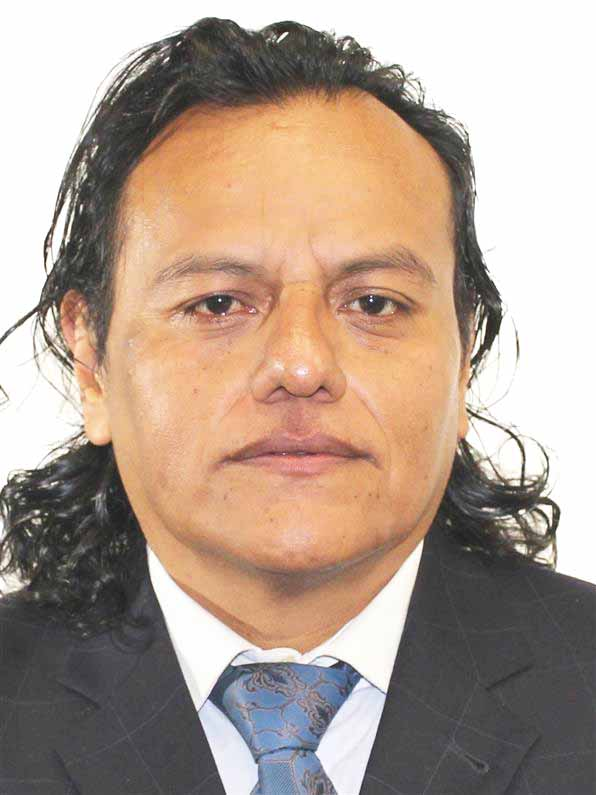
Víctor Varela López, 2018

Víctor Varela López (* 20. April 1973 in Mexiko-Stadt) ist ein mexikanischer Politiker der Partido de la Revolución Democrática (PRD). Er war zwischen 2006 und 2009 er Abgeordneter im LX. Kongress der Union. In dieser Position repräsentiert er den Bundesdistrikt Mexiko-Stadt.